# Lovers (film, 2008)
Pour les articles homonymes, voir Elegy et Lovers.
Pour plus de détails, voir Fiche technique et Distribution.
Lovers (Elegy), ou Élégie: L'ultime passion au Québec, est un film dramatique réalisé par Isabel Coixet, sorti en 2008. 
Il s'agit d'une adaptation du roman La Bête qui meurt (The Dying Animal) de Philip Roth, paru en 2001.

## Synopsis
Malgré son âge avancé, David Kepesh est un professeur de littérature reconnu pour ses critiques littéraires à la radio. Tout va pour le mieux jusqu'à ce qu'il rencontre Consuela Castillo, jeune exilée cubaine d'une vingtaine d'années à la sensualité envoutante. Pris d'une passion dévorante, tous deux vont entretenir une relation charnelle et sulfureuse. 
L'esprit de David va peu à peu se consumer dans cet amour jusqu'à verser dans la folie.

## Fiche technique
- Titre : Lovers
- Titre original : Elegy
- Réalisation : Isabel Coixet
- Scénario et adaptation : Nicholas Meyer, adapté du roman de Philip Roth
- Direction artistique : Helen Jarvis
- Costumes : Katia Stano
- Photographie : Jean-Claude Larrieu
- Montage : Amy E. Duddleston
- Production : Tom Rosenberg, Gary Lucchesi et Andre Lamal
- Société de distribution : Red Envelope Entertainment
- Langue originale : anglais
- Genre : drame
- Durée : 108 minutes
- Date de sortie : 2008

## Distribution
- Ben Kingsley (VF : Vincent Violette) : David Kepesh
- Penélope Cruz (VF : Barbara Delsol) : Consuela Castillo
- Patricia Clarkson : Caroline
- Peter Sarsgaard (VF : Bernard Lanneau) : Kenneth Kepesh
- Dennis Hopper : George O'Hearn
- Deborah Harry : Amy O'Hearn
- Sonja Bennett : Beth